# 이영풍
이영풍(李永豊, 1970년 7월 6일 ~ )는 대한민국의 언론 출신 정치인이다. 

## 학력
- 동일국민학교 졸업
- 부산서중학교 졸업
- 금성고등학교 졸업
- 부산대학교 경제학과 졸업
- 한국해양대학교 해운경영학 석사 졸업
- 영국 웨일스 카디프 대학교 석사 졸업

## 저서
- 문재인 흑서
- 기자수첩
- 두개의 길
- 공감으로 집권하라